# الحكم لكم (مسرحية)
الحكم لكم مسرحية كويتية كوميدية من تأليف أحمد العوضي، وإخراج عبد الله البدر وتدور أحداثها في إطار سياسي ساخر، وعرضت عام 2016.

## الممثلين والشخصيات
- حسن البلام بدور (الوالي).
- زهرة عرفات بدور (الملكة زهرة زوجة الوالي).
- أحمد العونان بدور (الوزير أحمد).
- مشاري البلام بدور (كبير التجار).
- فهد البناي بدور (فهد حارس الوالي).
- مبارك المانع بدور (مبارك ابن الوالي).
- محمد الرمضان بدور (محمد ابن الوالي).
- عبد العزيز النصار بدور (عزيز ابن الوالي).
- عبد الله البدر بدور (عبد الله ابن الوالي).
- منى حسين بدور (الجارية منى).
- ميثم الحسيني بدور (ميثم أخ الجارية منى).
- نورهان طالب بدور (الجارية).